# I Should Be So Lucky
"I Should Be So Lucky" é uma canção da artista musical australiana Kylie Minogue. A canção foi escrita e produzida por Stock Aitken Waterman, para seu álbum de estreia Kylie (1988).
A canção foi lançada como o segundo single do álbum, em 29 de dezembro de 1987. Foi um sucesso comercial, alcançando o top dez na maioria das tabelas que entrou, sendo também número um no Reino Unido e Austrália. A canção se tornou o single mais vendido na Austrália em 1988 e foi batizada de "Gravação do Ano" pela Phonographic Record Association.

## Vídeo musical
O vídeo da música "I Should Be So Lucky" foi dirigido por Chris Langman e filmado em novembro de 1987, no canal 7 Studios em Melbourne, na Austrália. O vídeo apresenta Minogue andando pela sua casa, com cenas de sua dança em frente um fundo negro colorido entrecortada por toda parte.
Outra versão do vídeo foi feito para a promoção de televisão ao vivo. Esta versão do vídeo mostra Kylie andando em um carro com vários amigos através de Sydney.
O vídeo estreou no Reino Unido em Janeiro de 1988. A versão completa de "I Should Be So Lucky" foi lançada comercialmente por vários VHS e coleções de DVD. A sua inclusão mais recente é sobre o DVD que acompanha o seu segundo álbum de greatest hits, Ultimate Kylie em 2004.

## Desempenho nas paradas musicais

### Posições
| Tabela musical (1987/88)         | Melhor posição |
| -------------------------------- | -------------- |
| Australian Singles Chart         | 1              |
| Austrian Singles Chart           | 4              |
| Belgian VRT Top 30               | 8              |
| Canadian RPM Singles Chart       | 25             |
| Dutch Top 40                     | 12             |
| European Hot 100 Singles         | 1              |
| Finnish Singles Chart            | 1              |
| French Singles Chart             | 4              |
| German Singles Chart             | 1              |
| Hong Kong Singles Chart          | 1              |
| Irish Singles Chart              | 1              |
| Japanese Singles Chart           | 1              |
| New Zealand Singles Chart        | 3              |
| Norwegian Singles Chart          | 5              |
| Swedish Singles Chart            | 13             |
| Swiss Singles Chart              | 1              |
| UK Singles Chart                 | 1              |
| US Billboard Hot 100             | 28             |
| US Billboard Hot Dance Club/Play | 10             |

### Paradas de fim de ano
| Tabela musical (1988)    | Melhor posição |
| ------------------------ | -------------- |
| Australian Singles Chart | 5              |
| Austrian Singles Chart   | 30             |
| German Singles Chart     | 16             |
| Swiss Singles Chart      | 16             |
| UK Singles Chart         | 3              |

## Certificações
| País (Empresa)    | Certificação | Vendas   |
| ----------------- | ------------ | -------- |
| Austrália (ARIA)  | Platina      | 70,000^  |
| França (SNEP)     | Prata        | 250,000^ |
| Alemanha (BVMI)   | Ouro         | 250,000^ |
| Reino Unido (BPI) | Ouro         | 500,000^ |

## Curiosidade
Foi gravada uma versão em português desse single pela cantora brasileira Simony em 1989. Faz parte do álbum Sonhando Acordada.